# Elche Club de Fútbol 2015-2016
Questa voce raccoglie le informazioni riguardanti l'Elche Club de Fútbol nelle competizioni ufficiali della stagione 2015-2016.

## Rosa
| N. |                   | Ruolo | Calciatore       |
| -- | ----------------- | ----- | ---------------- |
| 1  | Spagna (bandiera) | P     | Pol Freixanet    |
| 2  | Spagna (bandiera) | D     | Javi Noblejas    |
| 3  | Spagna (bandiera) | D     | Álex Martínez    |
| 4  | Spagna (bandiera) | D     | Hugo Álvarez     |
| 5  | Spagna (bandiera) | D     | Armando Lozano   |
| 6  | Spagna (bandiera) | C     | Mandi            |
| 7  | Spagna (bandiera) | C     | Álex Moreno      |
| 8  | Spagna (bandiera) | C     | Pelayo           |
| 9  | Spagna (bandiera) | A     | Sergio León      |
| 10 | Spagna (bandiera) | A     | Álvaro Giménez   |
| 11 | Spagna (bandiera) | A     | Héctor Hernández |

| N. |                                 | Ruolo | Calciatore        |
| -- | ------------------------------- | ----- | ----------------- |
| 14 | Spagna (bandiera)               | D     | José Ángel        |
| 15 | Spagna (bandiera)               | C     | Álex Felip        |
| 16 | Argentina (bandiera)            | C     | Franco Cristaldo  |
| 17 | Bosnia ed Erzegovina (bandiera) | A     | Eldin Hadžić      |
| 18 | Grecia (bandiera)               | A     | Nikos Vergos      |
| 19 | Spagna (bandiera)               | C     | Ilie Sánchez      |
| 21 | Spagna (bandiera)               | D     | Isidoro           |
| 22 | Spagna (bandiera)               | C     | Hugo Fraile       |
| 24 | Spagna (bandiera)               | C     | Lolo              |
| 25 | Spagna (bandiera)               | P     | Javier Jiménez    |
| 28 | Spagna (bandiera)               | D     | José Antonio Caro |